# Kedungbenda (Kemangkon)
Kedungbenda is een bestuurslaag in het regentschap Purbalingga van de provincie Midden-Java, Indonesië. Kedungbenda telt 3819 inwoners (volkstelling 2010).